# Stephen Rotluanga
Stephen Rotluanga CSC (ur. 8 czerwca 1952 w Aizawl) – indyjski duchowny rzymskokatolicki, od 2002 biskup Aizawl.

## Życiorys
Wstąpił do Zgromadzenia Świętego Krzyża i złożył w nim profesję wieczystą 30 maja 1975. Święcenia kapłańskie otrzymał 13 grudnia 1981. Po święceniach pracował w Champhai, zaś w latach 1985-1999 studiował w wielu miastach Indii i Kanady. W 2000 został mistrzem postulatu i radnym prowincjalnym swego zgromadzenia.

### Episkopat
2 października 2001 został mianowany przez papieża Jana Pawła II biskupem diecezji Aizawl. Trzy miesiące później przyjął sakrę biskupią z rąk emerytowanego podsekretarza Kongregacji ds. Ewangelizacji Narodów, abp. Charlesa Schlecka.